# Derek William Lomax
Derek William Lomax (Birmingham, 1933 - 12 mars 1992) est un écrivain et hispaniste britannique, spécialisé dans la littérature espagnole médiévale.
Il étudie l'histoire moderne à Oxford et, après avoir obtenu son diplôme, décide de se spécialiser dans l'histoire de l'Espagne. Il rédige sa thèse sur l'Ordre de Santiago (La orden de Santiago, 1170-1275),, un ouvrage de référence sur l'histoire de cet ordre. Il a publié plusieurs ouvrages sur les us et coutumes du Moyen Âge dans la péninsule et sur la reconquête espagnole, dans lesquels il affirme que celle-ci n'a pas existé en tant que telle, mais qu'elle a été inventée par les chrétiens espagnols après la conquête de l'Hispanie par les Omeyyades.
Il est maître de conférences à l'université de Liverpool de 1959 à 1972. Il travaille à Birmingham pendant près de vingt ans, transformant son centre d'études en l'un des plus influents dans le domaine de la littérature espagnole. Au moment de sa mort, il préparait une étude sur l'histoire du christianisme en Espagne.[réf. nécessaire]

## Œuvres
Sélection d'œuvres :
- (es) La Reconquista Barcelona : Crítica[6] [« La Reconquête Barcelone : Critique »], 1984 (ISBN 8-4742-3233-3)
- (es) Crónica de las tres órdenes de Santiago, Calatrava y Alcántara [« Chronique des trois ordres de Santiago, Calatrava et Alcántara »], 1980 (ISBN 8-4737-0043-0)
- (es) Siervos liberados: los movimientos campesinos medievales y el levantamiento inglés de 1381 [« Les serviteurs libérés : les mouvements paysans médiévaux et l'insurrection anglaise de 1381 »], 1978 (ISBN 8-4323-0310-0)

Hommages
- (es) Medievo hispano : estudios in memorian del Prof. Derek W. Lomax [« Medievo hispano : estudios in memorian del Prof. Derek W. Lomax »], Sociedad Española de Estudios Medievales, 1995 (ISBN 8-4605-2437-X, lire en ligne)